# Хомутинцы
Хомутинцы (укр. Хомутинці) — село на Украине, находится в Калиновском районе Винницкой области.
Код КОАТУУ — 0521688603. Население по переписи 2001 года составляет 648 человек. Почтовый индекс — 22424. Телефонный код — 043-33.
Занимает площадь 13,91 км².

## Религия
В селе действует храм Апостола и Евангелиста Иоанна Богослова Калиновского благочиния Винницкой епархии Украинской православной церкви.

## Люди, связанные с селом
- Руданский, Степан Васильевич — поэт, переводчик, родился в селе в 1833 году.

## Адрес местного совета
22424, Винницкая область, Калиновский р-н, с. Хомутинцы, ул. Первомайская, 1